# Ochlerotatus tahoensis
Ochlerotatus tahoensis is een muggensoort uit de familie van de steekmuggen (Culicidae). De wetenschappelijke naam van de soort is voor het eerst geldig gepubliceerd in 1916 door Harrison Gray Dyar. De soort is genoemd naar Lake Tahoe in de buurt waarvan deze muggen in de lente uitvliegen in poelen gevormd door smeltende sneeuw.